# هنری کراویس
هنری کراویس (به انگلیسی: Henry Kravis) (زاده ۶ ژانویه ۱۹۴۴) کارآفرین، بازرگان و مدیر ارشد اجرایی آمریکایی است، که در حال حاضر به‌عنوان مدیر عامل اجرایی شرکت کوهلبرگ کراویس رابرتس فعالیت می‌کند. وی از بنیانگذاران این شرکت می‌باشد.